# Isembart
Isembart, także Isembard, Isembert (ur. zapewne 815/830, zm. po 881) – burgundzki możny, hrabia Barcelony od 848 lub 851 do 852, także hrabia Roussillon i Empúries oraz margrabia Septymanii razem z Aleranem od ok. 849/850 roku, samodzielny hrabia Autun od 853 do 858.
Był pierwszym synem Guerina (Wernera) z Prowansji, księcia Burgundii, Tuluzy i Prowansji, a także hrabiego Owernii, Chalon, Mâcon, Mémontois, Auxois, Arles i Prowansji. Wywodził się z dynastii Vergy, wiernej Karolowi II Łysemu. Jego ojciec uczestniczył w wyprawie przeciw Pepinowi I Akwitańskiemu, za co został nagrodzony hrabstwem Autun.
Być może w 848 roku lub wcześniej został już wyznaczony przez Karola II Łysego jako (współ)hrabia barceloński, choć poprzednik Sunifred I zmarł najpewniej w roku 849. W 849 król zachodniofrankijski razem z Aleranem skutecznie oblegał Tuluzę, skąd wypędził Pepina II Akwitańskiego, a następnie pomaszerował do Narbonne, gdzie poczynił nadania na rzecz Alerana i Isenbarta. Mieli oni odzyskać dla monarchy kontrolę nad tą częścią królestwa, nad którą zapanował sojusznik Pepina II, Wilhelm z Septymanii, który wcześniej wygnał z miasta Alerana. Rok później Wilhelm schronił się w Barcelonie, jednak tam dopadły go siły wierne królowi i zabiły. Wówczas hrabiom Barcelony zaczęli zagrażać muzułmanie, którzy w 851 oblegli i obrabowali miasto. Aleran zmarł w 851 lub 852 roku. Jest możliwe, że po jego śmierci samodzielnym hrabią został Isembart. W 852 po pokonaniu Pepina II Karol II ustanowił hrabią Barcelony Odalryka. Wkrótce potem zmarł jego ojciec i został w jego miejsce księciem Autun. Był w niej obecny w 853, kiedy to uczestniczył w restauracji kościoła Santa Croce Eduense. 21 marca 858 podczas synodu w Quierzy był jednym ze świeckich magnatów, którzy przysięgli wierność Karolowi II, co świadczy o jego znaczącej pozycji. W 858 kolejnym hrabią Autun został mianowany Unifred z Friuli. W 881 Isembart został niesprawiedliwie wygnany z królestwa przez Ludwika III i dołączył do Normanów.
Po tej dacie nie ma o nim informacji. Nic nie wiadomo o jego ewentualnym małżeństwie lub potomstwie.